# Samsung Galaxy Mini 2

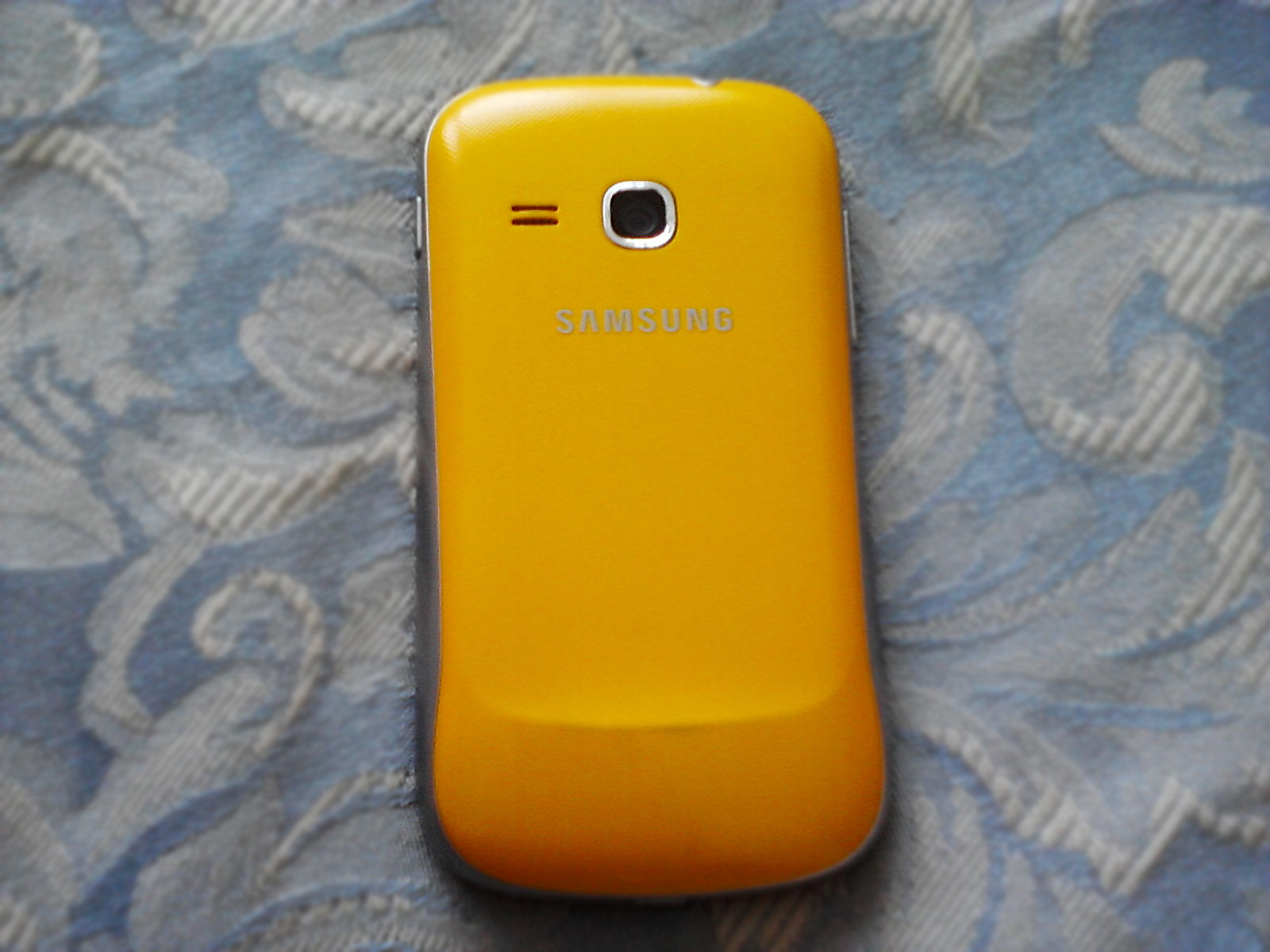
Vista Trasera De Samsung Galaxy Mini 2

El Samsung Galaxy Mini 2  GT-S6500 era un smartphone de gama baja fabricado por Samsung que dispone del sistema operativo Android Gingerbread. Fue anunciado en febrero y lanzado en marzo de 2012.
Este smartphone es la actualización del Samsung Galaxy Mini solo que mejorado en cuanto a la resolución de pantalla, memoria RAM, memoria interna y procesador, pero este teléfono tiene la misma versión de Android 2.3.6. Sigue la misma línea que su antecesor en cuanto a su tamaño reducido y delgadez del terminal. Tiene cubiertas traseras intercambiables de colores.

## Variantes
Las variantes de este celular en el mundo son las siguientes:
- S6500: Modelo original, es el único que cuenta con NFC en su hardware.

Las demás variantes, no cuentan con chip NFC
- S6500D: Modelo distribuido en Europa y Asia, operando en 900/2100 MHz HSDPA

- S6500T: Modelo solo disponible en Australia

- S6500L: Modelo distribuido sólo en Latinoamérica, operando en 850/1900 MHz HSDPA

## Acerca de su procesador
Cabe destacar que su procesador Qualcomm MSM7227A es capaz de correr a 1 Ghz, pero está limitado de fábrica a solamente 800 MHz

### Actualización a Jelly Bean
Samsung planeó a finales de 2012 actualizar este móvil a Android 4.1 (Jelly Bean) pero a mediados de 2013 decidieron cancelar la actualización debido a que "no pueden asegurar la mejor experiencia de uso" bajo Android 4.1.2 lo cual es contradictorio, ya que teléfonos como el Samsung Galaxy S Duos o el Sony Xperia E tienen el mismo SoC que el Galaxy Mini 2, pero corriendo Android Ice Cream Sandwich y Jelly Bean respectivamente.Sin embargo al final Samsung decide Actualizar el Galaxy mini 2 a Android 4.0 Ice cream sandwich en algunos continentes
Actualmente cuenta con ROMS CyanogenMod 10.1 y 11 no oficiales de Android Jelly Bean y Kit Kat 4.4